# Sebastian Deisler
Sebastian Toni Deisler, né le 5 janvier 1980 à Lörrach (Allemagne), est un footballeur allemand. Il évoluait au poste de milieu offensif droit (1,81 m - 70 kg).
Ce milieu de terrain offensif fut considéré au début de sa carrière comme l'un des joueurs les plus prometteurs de sa génération. Il n'arrivera cependant jamais à s'affirmer dans le football professionnel en raison de multiples blessures aux genoux et à d'importants ennuis de santé (dépression). Tous ces facteurs le pousseront à prendre une retraite précoce à 27 ans en 2007.

## Biographie

### Carrière en clubs
Ce milieu de terrain, éternel grand espoir allemand, fut formé au Borussia Mönchengladbach qu'il quitta en 1999 pour le Hertha Berlin pour 2 millions d'euros à 19 ans. Durant ses trois années dans la capitale allemande, il permet au Herta de jouer les premiers rôles en championnat.
Malgré une grosse blessure en 2001-2002, il signe au Bayern Munich pour 9 millions d'euros. Ce transfert fut mal digéré, des supporters berlinois l'ayant notamment menacé de mort.
En 5 ans, il n'aura jamais dépassé la barre des 25 matches joués par saison, en raison de blessures récurrentes mais aussi à d'importants problèmes de santé psychologique, notamment une dépression en 2004.
Il ne dispute que 19 matchs lors de ses deux premières saisons en Bavière, avec notamment une absence pour dépression de novembre 2003 à juin 2004. Néanmoins, il jouit toujours d'une grande confiance de ses dirigeants et de son entraîneur, Felix Magath. Lors de la saison 2004-2005, il parvient partiellement à retrouver son niveau et remporte son second titre de champion d'Allemagne avec le Bayern. Il disputa 23 matchs soit plus que les deux dernières saisons réunies et retrouvera même la sélection allemande pour la Coupe des Confédérations en Allemagne. La saison suivante plusieurs blessures aux genoux et à la cheville stoppent une nouvelle fois le n°26 qui terminera toutefois meilleur buteur munichois en Ligue des Champions avec 3 unités. À noter qu'on lui demanda de ne pas troquer son n°26 contre le n°10 initialement prévu pour lui tant les ventes de son maillot avec le n°26 furent fructueuses.
Invalide pendant près de 8 mois, Deisler commence sa saison 2006-2007 seulement en novembre. Malgré une courte indisponibilité qui ne pénalisera pas le club à la suite de la trêve hivernale, Sebastian, apte à reprendre dès janvier 2007 pour le second tour, annonce sa retraite le 16 janvier 2007 lors d'une conférence de presse en déclarant qu'il n'avait plus confiance en son genou droit, opéré à cinq reprises en sept années. 

### Carrière internationale
Deisler débuta au sein de la Mannschaft le 23 février 2000 à Amsterdam lors d'une défaite 2 à 1 contre les Pays-Bas. Blessé lors de sa dernière année au Hertha à quelques jours de la Coupe du monde 2002 lors d'un match face à l'Autriche, il ne fera pas partie de la sélection allemande qui se hissera jusqu'en finale. Participant à peine aux qualifications à l'Euro 2004, il ne disputera également pas ce tournoi à la suite d'une blessure contractée en mai.
Deisler revit en équipe nationale avec l'arrivée de Klinsmann et participe à la Coupe des Confédérations 2005 où l'Allemagne termine à la 3e place. Une énième blessure au genou droit, contracté à l'entraînement en mars 2006, l'oblige à subir une nouvelle arthroscopie, qui le privera de la Coupe du monde 2006.
Technicien hors pair sachant jouer des deux pieds, Deisler était un modèle de vivacité sur les terrains. Capable de débloquer une situation sur un coup de génie, ce redoutable tireur de coups francs fut craint pour sa qualité de passe et principalement de centre.
Considéré en Allemagne comme le plus grand talent depuis Matthias Sammer, « Basti Fantasti » ne laissera en mémoire que la carrière d'un des plus grands talents gâché par une succession de blessures et une (trop) lourde pression sur les épaules d'un jeune qui devait symboliser la relève du football allemand lors de ses heures les plus noires.

### Clubs successifs
- 1998-1999 : Borussia Mönchengladbach  Allemagne
- 1999-2002 : Hertha BSC Berlin  Allemagne
- 2002-2006 : Bayern Munich  Allemagne[7]

## Palmarès
- Champion d'Allemagne : 2003, 2005 (Bayern Munich).
- Vainqueur de la Coupe d'Allemagne : 2003, 2005 (Bayern Munich).
- Vainqueur de la Coupe de la Ligue d'Allemagne : 2001 (Hertha BSC Berlin) et 2004 (Bayern Munich).
- International allemand (36 sélections, 3 buts) depuis le 23 février 2000 : Allemagne 1 - 2 Pays-Bas